# 一斗缶

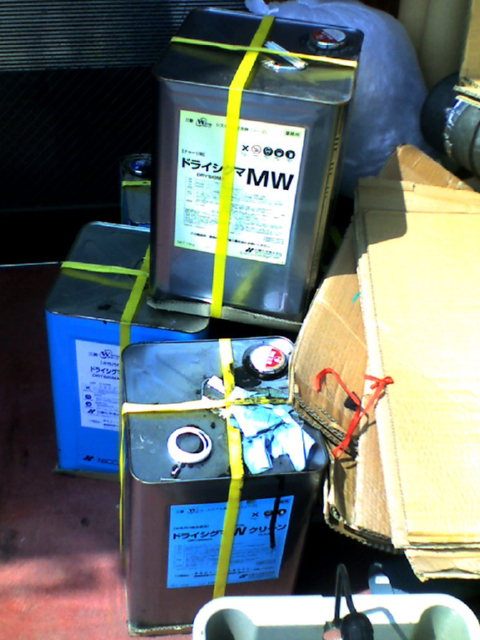
クリーニング溶剤が入った一斗缶

一斗缶（いっとかん）とは、尺貫法の単位である1斗（約18リットル）の容量を持つ角形の金属缶の俗称。規格上は18リットル缶という。

## 概要
一斗缶は日本産業規格で18リットル缶として定められている金属容器の俗称である。もともとは石油缶と呼ばれていたが、容量から一斗缶と呼ばれるようになり、戦後の一時期は5ガロン缶と呼ばれ、その後、18リットル缶が正式名称となった。
材質はブリキで形状は直方体の金属製の缶である。内部は、内容物によって樹脂によりコーティングされていることもある。内容物は業務用として流通するものが多いことから、外面に内容物や注意事項などがラベル印刷されていることが多い。
次のような特徴がある。
- 直方体の容器で倉庫などで隙間なく積み上げることができる[2]。
- 人が手で運ぶのに適した容量で運搬性と経済性の両面で適している[2]。
- 材質がスチールであり輸送中の破損事故を抑えることができる[2]。
- 材質がスチールであり密封性や光遮断性があるため食品や化学物質の容器に適している[2]。
- 大量生産の方法が確立されており品質と価格が安定している[2]。

5ガロンと18リットルを掛け合わせて、5月18日を「18リットル缶の日」とした。

## 規格
日本産業規格（JIS規格）Z1602:2003により、その形状が定められている。天板、地板は一辺の長さが238.0±2.0mm、高さは349.0±2.0mm、質量は1140±60g、容量は19.25±0.45リットルと定められている。
規格の大元は、一斗=十升（約18.039リットル）を基準に考案されている。

## 利用

### 開缶
内容物が液体の場合には、ブリキ製の丸いキャップがついている場合が多く、中央部を押して外側のツメを広げて開ける。開封されたことを確認できるように、ビニールカバーでキャップを覆ってあることも多い。キャップの裏側には、ボール紙やゴムのパッキンがついていて、素材（や有無）で気密性が左右される。
一斗缶の密封容器を開けるには「開缶器」「Vカッター」と呼ばれる大型缶切を用いる。
一斗缶から液体を他の容器に移す際には注ぎ口が上になる。これは、注ぎ口を下にしてしまうと息継ぎと呼ばれる波打ちが発生してしまい液体が四方に飛び跳ね衣服など付着するのを防ぐ為である。

### 流通と再利用
出荷量は、1990年のピーク時には2億3442万8千缶だったが、減少傾向にあり、2014年は1億4914万4千缶だった。
2014年のリサイクル率は93.7％であった。

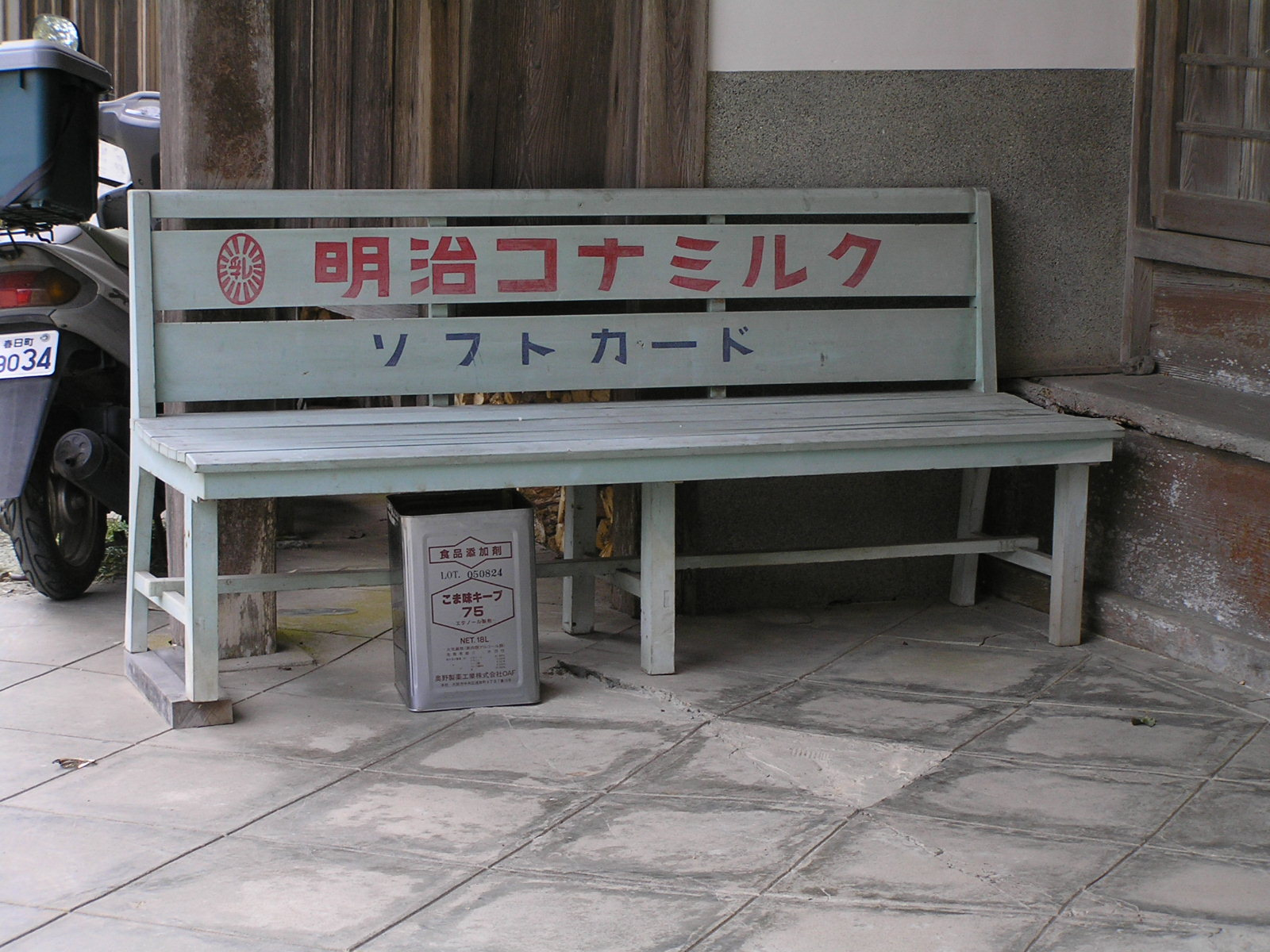
ごみ箱として再利用される一斗缶

缶内外部を洗浄して2級缶として流通することもあるが、洗浄業者の減少により流通量は激減している。
天板をくり抜いて、建設現場や工場などで灰皿やゴミ箱、たき火の炉などとして再利用される他、斜めに切って、ちりとりを作ることもある。各種工場や揚げ物を扱う店舗などでは、空になったものがそのまま廃油入れとして再利用される事も多い。

## 用途
化学原料、塗料、インキ、試薬、食品・食油などの容器に用いられる。化学薬品やワックス、洗剤、農薬などの容器として用いられるほか、自動車の不凍液やブレーキ液などの容器としても用いられる。

### 金属容器

#### 塗料
業務用として供される塗料や溶剤は、一斗缶で販売されていることが多い。

#### 食品

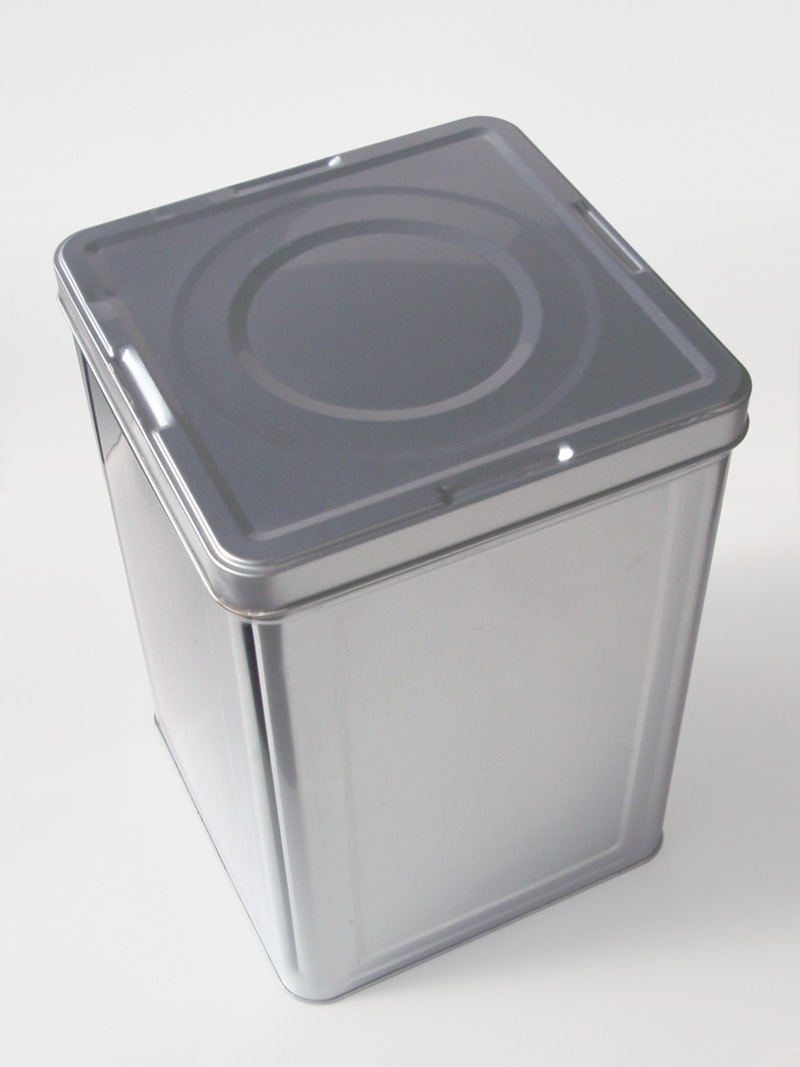
天板全体が蓋になっている一斗缶

- 外食産業や加工食品の現場で利用する水煮などの食品、食用油、醤油などの調味料などの容器として用いられる。
- 乾燥した食品、せんべい、あられ、海苔など保管容器として使われる。この場合は、缶筒にぴったりはまる、四角い蓋付きの物が主に使用される。

#### 灯油
1970年代までは灯油を入れる容器の代名詞であり、大抵の家庭で見かけることができた（1973年のオイルショック時の報道写真やニュース映像中では、一斗缶で灯油を買い求める人々の姿を見ることができる）。
1980年代以降は、軽量で気密性の高いポリタンクの普及により用途としては急速に廃れた。だが、灯油用ポリタンクの容量に一斗缶に相当する容量18Lの製品が現在でも多数存在するのは、一斗缶が幅広く用いられていた名残である。

### その他の利用
空の一斗缶もしくは、その蓋は、そのサイズによる視覚効果と頭などに当たった際の聴覚効果により、喜劇・コントなどの小道具にしばしば使われる。大きな音が出る割りには簡単にへこむなど強度が低く、安全性が高いためである。また、プロレスラーが凶器として使用することもあり、なかでもダンプ松本・ブル中野ら極悪同盟が頻繁に使っていたほか、アジャコングが使う通称「アジャ缶」が著名。
- 吉本新喜劇所属だった島木譲二の持ちネタの一つ「カンカンヘッド」では一斗缶が使われていた。
- ザ・ドリフターズのコントでも使用された。殴られた側は大げさに倒れてみせる。

この他、楽器としても使われることがある。スパリゾートハワイアンズでは、ファイヤーナイフダンスのリズムの演奏のため、一斗缶をたたく変わった使い方をする。